# Martin L. Davey
Martin Luther Davey, född 25 juli 1884 i Kent, Ohio, död 31 mars 1946 i Kent, Ohio, var en amerikansk demokratisk politiker. Han var ledamot av USA:s representanthus 1918-1921 och 1923-1929. Han var den 53:e guvernören i delstaten Ohio 1935-1939.
Davey studerade vid Oberlin College. Han var borgmästare i Kent 1913-1918.
Kongressledamoten Elsworth R. Bathrick avled 23 december 1917 i ämbetet. Davey vann fyllnadsvalet för att få efterträda Bathrick i representanthuset. Davey omvaldes i november 1918 men han förlorade i kongressvalet 1920 mot Charles Landon Knight. Davey vann sedan igen i kongressvalet 1922 och han omvaldes 1924 och 1926.
Davey förlorade guvernörsvalet i Ohio 1928 mot republikanen Myers Y. Cooper. Davey efterträdde 1935 George White som guvernör. Han omvaldes 1936 och efterträddes 1939 av John W. Bricker. Davey besegrade sedan White i demokraternas primärval inför guvernörsvalet 1940 men förlorade själva guvernörsvalet mot ämbetsinnehavaren Bricker.
Davey var frimurare och medlem av Kristna Kyrkan - Kristi Lärjungar. Hans grav finns på Standing Rock Cemetery i Kent, Ohio.